# Mee (Matangkuli)
Mee is een bestuurslaag in het regentschap Aceh Utara van de provincie Atjeh, Indonesië. Mee telt 351 inwoners (volkstelling 2010).